# Hinnøya
Hinnøya és una illa del nord de Noruega. Ocupa una superfície de 2.205 km² i té 32,688 habitants (2017). La part occidental de Hinnøja pertany al districte de Vesterålen, i l'extrem sud-oest al districte de Lofoten. La principal població és la ciutat de Harstad. Altres poblacions són Borkenes, Lødingen, Sigerfjord i Sørvik.
Hinnøya està tallada per diversos fiords, i és principalment muntanyosa, especialment la seva part sud, on es troba el Parc Nacional de Møysalen, que inclou el cim més alt de l'illa, el Møysalen, de 1.262 msnm. Els millors terrenys agrícoles es troben al nord-est, als municipis de Harstad i Kvæfjord. Hinnøya està connectada al continent pel pont de Tjeldsundet. Uns altres ponts la connecten amb Langøya i amb Andøya.

## Galeria

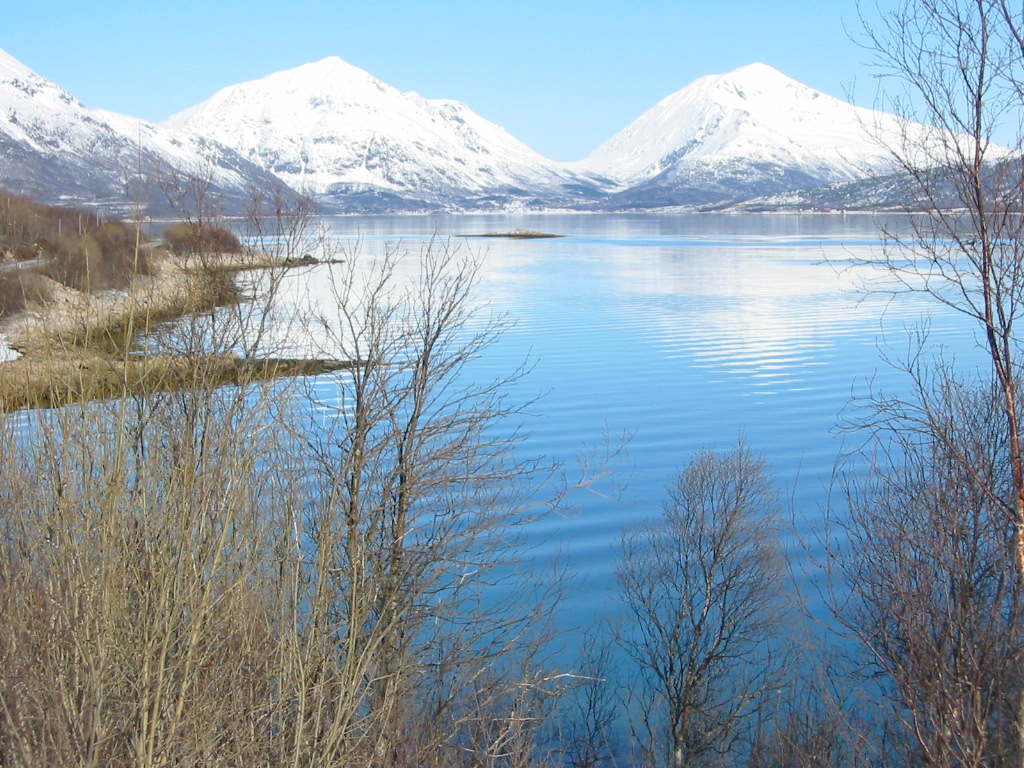
Sud-oest de l'illa
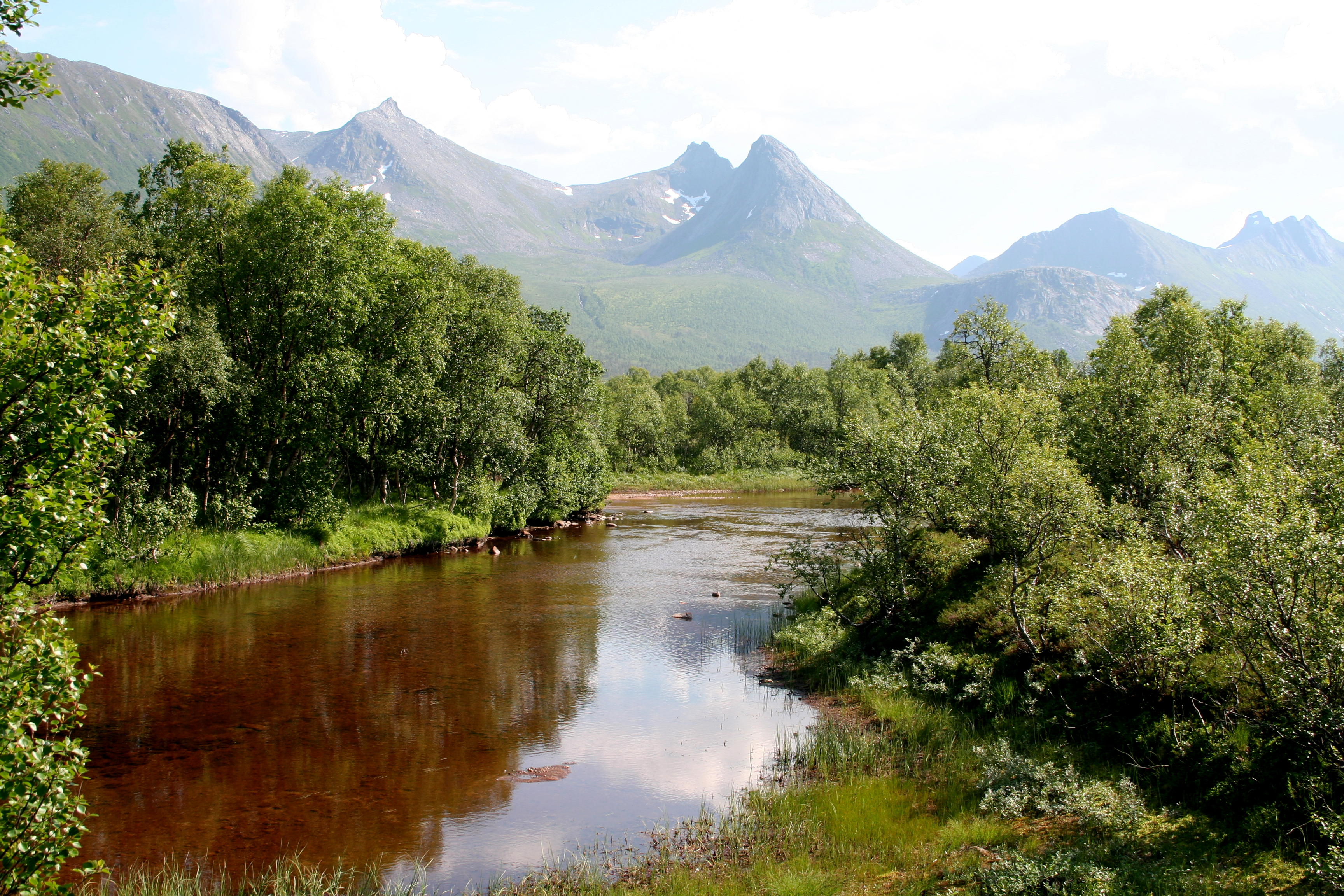
Vall de Forfjord, nord-est de l'illa, municipi d'Andøy.
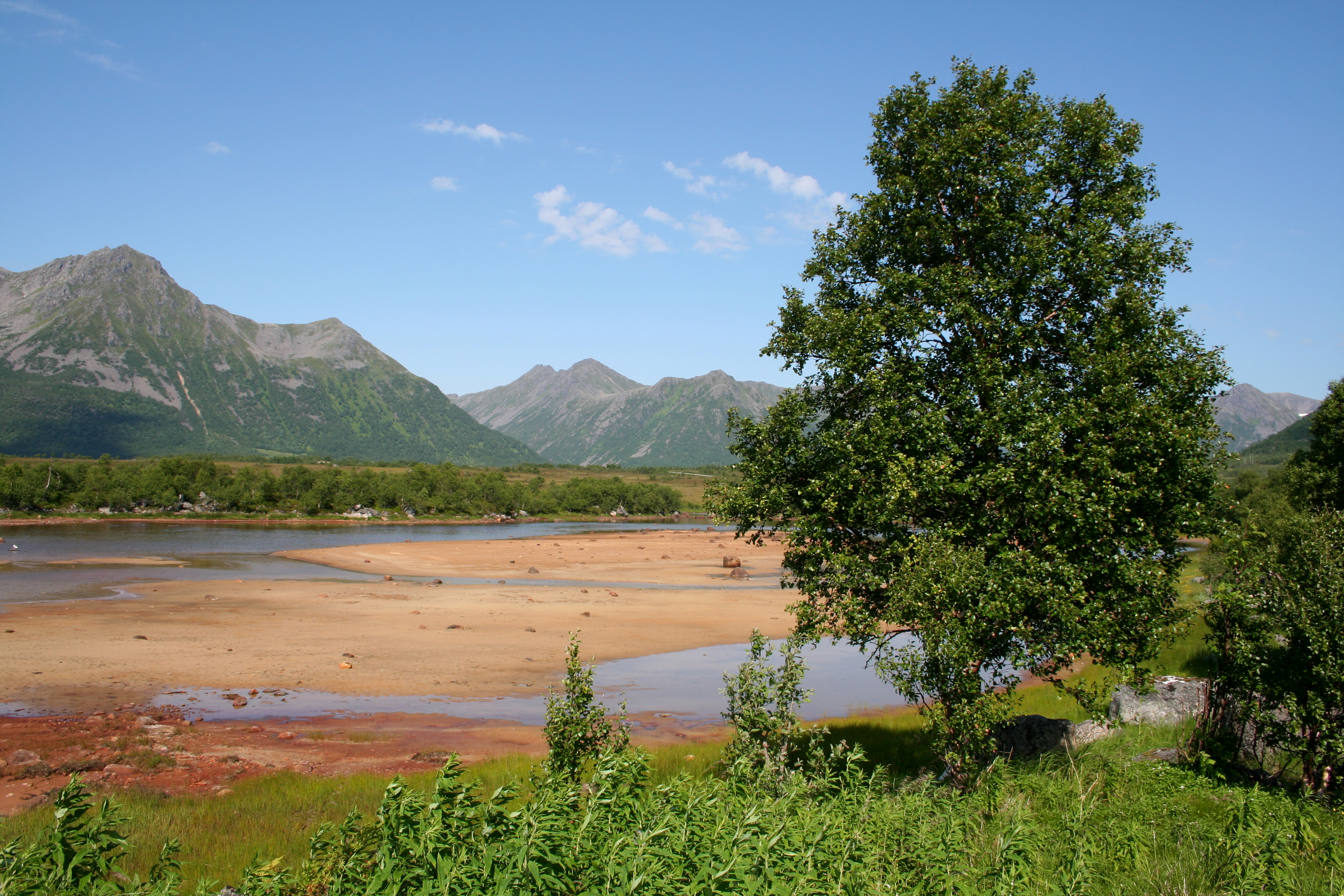
Vall de Forfjord, reserva natural amb els pins més vells de Noruega.
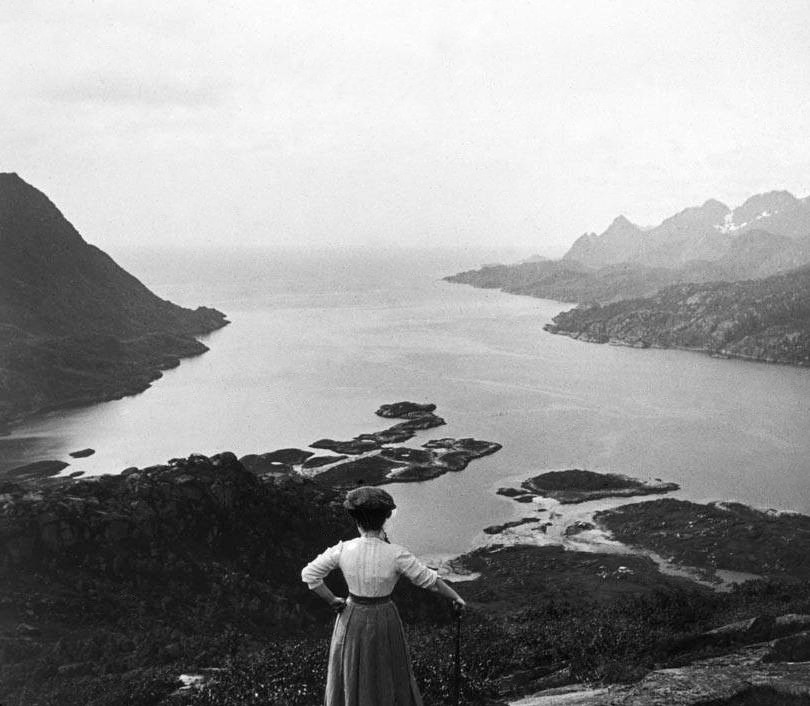
Vista des del coll de Digermulen, a l'illa de Hinnøya. (1909)